# 118-й разведывательный авиационный полк ВВС Северного флота
118-й разведывательный авиационный Киркенесский Краснознамённый полк ВВС Северного флота, до 20 марта 1943 года 118-й морской ближнеразведывательный авиационный полк ВВС Северного флота — воинская часть Вооружённых сил СССР в Великой Отечественной войне.

## История

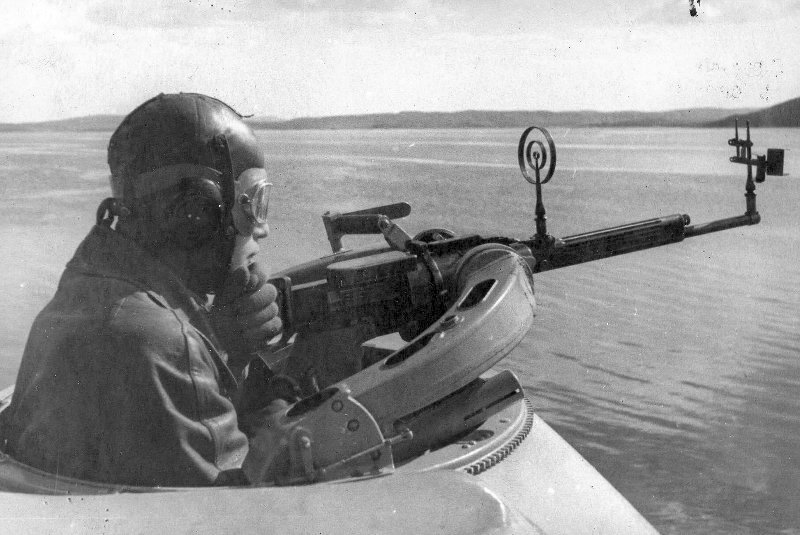
Штурман звена 28-й авиационной эскадрильи 118-го разведывательного авиационного полка ВВС Северного флота, младший лейтенант Георгий Георгиевич Павлов (пропал без вести 04.03.1944 г.), у пулемета своего самолета МБР-2 (на бреющем полете)

Сформирован 16 сентября 1939 года в трёхэскадрильном составе на базе 45-й морской ближнеразведывательной авиационной эскадрильи и 18 самолётов с экипажами 15-го авиаполка Балтийского флота. Принимал участие в Зимней войне, вёл разведку коммуникаций противника до Тана-фьорда и Варангер-фьорда, побережья Баренцева моря, фотографировал территорию Финляндии, обеспечивал переброске войск морем в Петсамо, выполнял специальные задания штаба флота.
На 22 июня 1941 года базировался в Кольском заливе в бухте Грязная, имея в наличии 37 МБР-2 (32 исправных) и 7 ГСТ.
В составе действующей армии во время ВОВ с 22 июня 1941 по 20 марта 1943 года как 118-й морской ближнеразведывательный авиационный полк ВВС Северного флота и с 20 марта 1943 года по 9 мая 1945 года как '118-й разведывательный авиационный полк ВВС Северного флота
В задачи полка входили в частности поиск кораблей, поиск и уничтожение подводных лодок и мин противника, противолодочная оборона кораблей (включая противоминную и противолодочную оборону конвоев) и подходов к военно-морским базам, спасение на воде сбитых экипажей самолётов, переброска разведчиков в тыл, разведка арктической кромки льда и многие другие задачи.
С началом войны приступил к ведению разведки в интересах флота. Однако вскоре был перенаправлен на нанесение бомбовых ударов по рубежу Западная Лица, 29 июня 1941 года первая группа самолётов полка совершила удачный налёт, но вторая группа в полном составе, исключая один самолёт, была сбита немецкими истребителями. С 13 по 25 июля 1941 года полк ведёт охоту на эсминцы 6-й немецкой флотилии, и хотя особых успехов достигнуто не было, немецкие корабли были вынуждены под ударами вернуться на базу.
С 22 по 27 сентября 1941 года в состав полка включена 22-я отдельная авиационная эскадрилья, перелетевшая с Балтики и имевшая в составе 7 Че-2
С 6 по 13 июля 1942 года полк в частности вёл разведку и поиск транспортов печально знаменитого конвоя PQ-17.
В октябре 1942 года полк выделил одну эскадрилью для формирования 24-го минно-торпедного авиационного полка и в том же месяце на вооружение полка поступили истребители «Спитфайр»
В начале 1944 года полк получил переданные из 15-го гвардейского бомбардировочного полка два бомбардировщика B-25 модификации «G», вооружённые мощной 75-мм пушкой.
Силами полка неоднократно обнаруживался линейный корабль «Тирпиц», так 12 сентября 1943 года он был обнаружен на стоянке, что позволило британским ВМС осуществить диверсионную операцию и вывести из строя турбины корабля. 1 апреля 1944 года силами полка (один Пе-3 и два «Спитфайра») был обнаружен в Альтен-Фьорде линейный корабль «Тирпиц», который на следующий день подвергся удару шести британских авианосцев.
С июня 1944 года в полк начали поставляться американские гидросамолёты PBN-1 Nomad, и к 1 сентября 1944 году в полку было уже 8 таких самолётов.
В октябре 1944 года полк принял активное участие в Петсамо-Киркенесской операции, осуществляя разведку в интересах наземных войск. По окончании операции полк продолжил боевую работу по разведке в регионе в интересах флота.
За время войны полк действовал на различных видах самолётов: наряду с уже указанными, в разное время в состав полка входили такие самолёты, как СБ, Пе-3, даже редкий Як-4. Одна эскадрилья в полку была истребительной и в её состав входили Як-1, ЛаГГ-3, Hawker Hurricane, Curtiss P-40, Bell P-39 Airacobra
Кроме разведывательной работы, полк производил и вылеты на бомбардировку, в основном ночные, так ночь с 5 на 6 декабря 1941 года МБР-2 атаковали суда в порту Лиинахамари, повредив судно, а в ночь с 24 на 25 января 1943 года атака 12 МБР-2 на порт Киркенес привела к затоплению транспортного судна.

## Подчинение
В течение всей войны подчинялся штабу Северного флота

## Командиры
- подполковник Васильев, Виктор Николаевич (погиб в 1944 году)
- подполковник Павлов, Николай Германович
- подполковник Литвинов, Семён Кириллович (погиб в 1944 году)

## Награды и почётные наименования
| Награда (наименование) | Дата награждения     | За что получена |
| ---------------------- | -------------------- | --- |
| Орден Красного Знамени | 31 октября 1944 года | за образцовое выполнение заданий командования в боях с немецкими захватчиками, за овладение городом Петсамо (Печенга) и проявленные при этом доблесть и мужество |

## Отличившиеся воины полка
| Награда | Ф. И. О.                         | Должность                        | Звание            | Дата награждения | Примечания                               |
| ------- | -------------------------------- | -------------------------------- | ----------------- | ---------------- | ---------------------------------------- |
|         | Вербицкий, Михаил Константинович | командир звена                   | капитан           | 22.01.1944       | 04.03.1944 не вернулся с боевого задания |
|         | Елькин, Леонид Ильич             | командир эскадрильи              | капитан           | 22.01.1944       | 29.02.1944 не вернулся с боевого задания |
|         | Селезнёв, Пётр Иванович          | штурман эскадрильи               | капитан           | 22.07.1944       | -                                        |
|         | Суворов, Родион Михайлович       | заместитель командира эскадрильи | капитан           | 22.07.1944       | -                                        |
|         | Турков, Николай Яковлевич        | командир эскадрильи              | капитан           | 22.07.1944       | -                                        |
|         | Шеин, Павел Степанович           | штурман-радист                   | младший лейтенант | 22.01.1944       | 16.05.1945 погиб                         |

## Память
- Школьный музей боевой славы в посёлке Сафоново-1